# Bible pražská

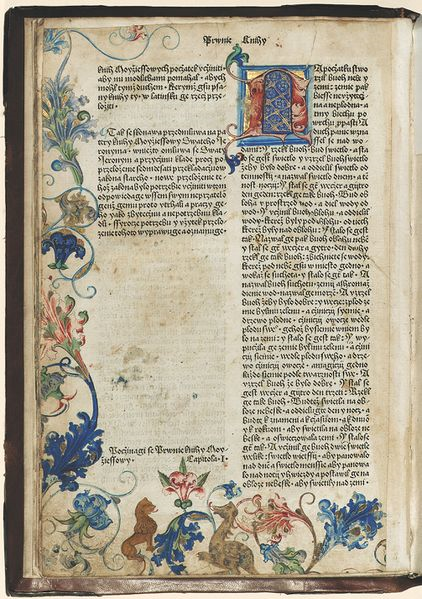
Bible pražská (1488).

Bible pražská je první česká a vůbec slovanská tištěná Bible. Byla vydána v roce 1488 v menším foliu na 602 listech. Na konci jsou připojeny rejstříky epištolních a evangelních čtení na neděle, středy a pátky (v postní době i na všední dny) a rejstřík svátečních čtení pro církevní rok.
Pražská bible začíná nově přeloženými prology sv. Jeronýma, jeho list Paulinovi rozdělený do 8 kapitol a kratší list biskupu Desideriovi coby předmluva k Pentateuchu. V závěru je připojena Modlitba Menašeho, navíc od klasického kánonu obsahuje i Druhou knihu Ezdrášovu (v běžném značení 3. knihu Ezdrášovu).
Textově se jedná o tzv. čtvrtou redakci staročeského překladu Bible, provedenou za vlády Vladislava Jagellonského. Z této redakce vyšly před Pražskou biblí Dlabačův Nový zákon, první, v Praze tištěný žaltář (1487), po Bibli pražské pak ještě – s malými úpravami – Bible kutnohorská, Bible benátská a další.
V Moravské zemské knihovně v Brně se nachází rukopis obsahující opis tisku Pražské bible. I když opis není zcela věrný, má odlišnou ortografii, někdy i slovosled nebo jednotlivá slova. Zdá se, že text byl písaři diktován. V rukopise jsou poměrně časté písařské chyby (např. na kazanie místo nakaženie, častěji gemu místo gmenu; důsledně píše mloviti místo mluviti). Důkazem, že předlohou byla Pražská Bible, může být i skutečnost, že žalm 63 je v rukopisu opsán ještě jednou po žalmu 64 (na f. 49r); v Pražské Bibli nedopatřením sazečů byl totiž vysázen dvakrát týž text na poslední stránce složky F a na první stránce složky G. Rubrikátor rukopisu si opakování žalmu povšimnul poznámkou: Iste psalmus habundat quia prius scripta est ... (Tento žalm přebývá, neboť byl napsán předtím...).
Městská knihovna v Praze má ve svém fondu jeden z prvotisků Pražské bible. Jeho dárcem byl podle lístku z Generálního katalogu důstojný pan K. Procházka v r. 1936, ale tato skutečnost není zatím přesvědčivě doložena.
Pražskou bibli poznamenala především ničivá povodeň v roce 2002, po které následovalo zmražení a rozsáhlé restaurování. Nyní je Pražská bible opět v dobrém stavu a je uložena v depozitáři Oddělení vzácných tisků, zrakům veřejnosti je vystavena výjimečně, naposledy při výstavě ke 120. výročí Městské knihovny v Praze v říjnu 2011.